# Guille Fernández
Guillermo ("Guille") Fernández Casino (Rubí, 18 juni 2008) is een Spaans voetballer die doorgaans speelt als middenvelder. Hij stroomde door vanuit de jeugdopleiding van FC Barcelona en debuteerde in maart 2024 hij voor Barça Atlètic.

## Clubcarrière
Fernández begon met voetballen in de jeugd van Espanyol en maakte in zijn tiende levensjaar de overstap naar de opleiding van FC Barcelona. In augustus 2023 werd hij op zijn vijftiende opgenomen in het team voor spelers onder achttien jaar. Een maand later debuteerde hij in de UEFA Youth League, als de op-een-na-jongste speler van Barcelona ooit in die competitie, achter Lamine Yamal. Fernández mocht zich in oktober 2023 melden om mee te trainen bij het eerste elftal, samen met onder meer andere jeugdspelers Pau Cubarsí en Marc Guiu.
Fernández maakte op 31 maart 2024 zijn debuut voor Barça Atlétic, het tweede elftal van de club, uitkomend op het derde Spaanse profniveau. Op bezoek bij Osasuna B (2–3 winst) mocht hij van coach Rafael Márquez tien minuten voor het einde van de reguliere speeltijd invallen voor Guiu. Met zijn invalbeurt werd hij de jongste speler ooit in het belofteteam. Hij kwam tot acht competitiewedstrijden namens Barça Atlètic in het seizoen 2023/24. Nadat deze ten einde was werd zijn aflopende verbintenis opengebroken en met drie seizoenen verlengd, tot medio 2027. In september 2023 zat Fernández voor het eerst bij de selectie van het eerste elftal, vanwege een hoog aantal blessures.

## Clubstatistieken
| Seizoen | Club          | Competitie         | Competitie | Competitie | Beker | Beker | Internationaal | Internationaal | Totaal | Totaal |
| Seizoen | Club          | Competitie         | Wed.       | Dlp.       | Wed.  | Dlp.  | Wed.           | Dlp.           | Wed.   | Dlp.   |
| ------- | ------------- | ------------------ | ---------- | ---------- | ----- | ----- | -------------- | -------------- | ------ | ------ |
| 2023/24 | Barça Atlètic | Primera Federación | 8          | 0          | —     | —     | —              | —              | 8      | 0      |
| 2024/25 | Barça Atlètic | Primera Federación | 3          | 0          | —     | —     | —              | —              | 3      | 0      |
| Totaal  | Totaal        | Totaal             | 11         | 0          | 0     | 0     | 0              | 0              | 11     | 0      |

Bijgewerkt op 17 september 2024.

## Privé
Toni Fernández, die eveneens voor FC Barcelona speelt, is een neef van Fernández. Hun vaders zijn broers en hun moeders zussen. De neven dragen allebei dezelfde achternamen en groeiden samen op.